# 关嘉·洛桑协主彭措尖参
关嘉·洛桑协主彭措尖参（？—）民族及籍贯不详，第七世关嘉活佛。

## 生平
从第二世关嘉活佛关嘉·扎巴坚赞开始，历世关嘉活佛都在青海省贵德县的藏传佛教格鲁派寺院白马寺传法。因为第一世至第五世关嘉活佛均担任塔尔寺密宗学院的堪布、大法台，并且在塔尔寺建有关嘉活佛的府邸，所以白马寺从很早以前便是塔尔寺的属寺。
第七世关嘉活佛是关嘉·洛桑协主彭措尖参，他是白马寺管委会主任，也是塔尔寺的四大排位活佛之一。
关嘉活佛还担任塔尔寺密宗学院院长。他也是位藏医，许多藏民前来向他求医问药。关嘉活佛在藏医的尿诊方面很有造诣，可以通过目测患者尿液的气味、颜色、气泡、沉淀物等等，诊断出患者各脏器的疾病。他还擅长治疗类风湿、痛风、强直性脊柱炎。关嘉活佛培养了二、三十位通晓藏医的青年喇嘛。